# Scotogramma potanini
Scotogramma potanini là một loài bướm đêm trong họ Noctuidae.